# Mesialbiss
Als Mesialbiss (Klasse III nach Angle) bezeichnet man eine Fehlstellung der Ober- und Unterkiefer (Zahnfehlstellung), wobei der Oberkiefer hinter dem Unterkiefer liegt (Unterbiss). Das Gegenteil ist der Distalbiss (Klasse II).

## Allgemeines und Ursachen
Bei einem Mesialbiss wird unterschieden ob es sich um eine
- einseitige anatomische Fehlstellung handelt,
  - In diesem Fall ist entweder der Ober- oder der Unterkiefer falsch gewachsen. Falsch gewachsen heißt, dass der Unterkiefer einen Überwuchs hat (Progenie) oder der Oberkiefer fehlentwickelt ist (Opisthognathie).

oder ob es sich um eine
- zweiseitige anatomische Fehlstellung handelt.
  - Wenn Ober- und Unterkiefer fehlpositioniert sind, also zu weit innen und zu weit außen, wobei immer der Unterkiefer vor dem Oberkiefer steht. Dazu kommt es, wenn ein Überwuchs beim Unterkiefer besteht und der Oberkiefer sich nicht ausreichend entwickelt hat.

Ein Mesialbiss kann für den Betroffenen sehr unangenehm sein. Einerseits ist es ein ästhetisches Problem, welches besonders beim Lächeln sehr störend sein kann, und andererseits ist es ein kaumechanisches Problem, da Essen nicht richtig gekaut werden kann.

## Behandlung
Ein Mesialbiss lässt sich behandeln. Liegt die Ursache für die Fehlstellung ausschließlich an einer Zahnfehlstellung (dentale Ursache), erfolgt die Behandlung in der Regel durch Korrektur der Zahnstellung durch eine Zahnspange. Ist der Mesialbiss dagegen durch eine Fehlentwicklung der Kieferknochen bedingt (skelettale Ursache), so ist eine möglichst frühzeitige kieferorthopädische Behandlung im Kindesalter ratsam, weil ein skelettaler Mesialbiss nach Wachstumsabschluss nur chirurgisch behoben werden kann. Diese Behandlung kann zwei bis vier Jahre dauern und besteht aus einer kombinierten kieferorthopädischen und chirurgischen Behandlung. Der operative Eingriff erfolgt in Vollnarkose.
Vor der Operation muss (der längste Teil der Behandlung) eine Vorbereitung der Zahnstellung vorgenommen werden; normalerweise wird hierfür eine Spange eingesetzt. Dies ist wichtig, weil die Zahnstellung im Unterkiefer passend auf die Zahnstellung des Oberkiefers eingestellt sein muss, da sonst nach der Operation die Zähne nicht richtig verzahnen.
Sobald der Kieferorthopäde anhand von Gipsmodellen der Ansicht ist, dass Ober- und Unterkiefer nach der Operation aufeinander passen, kann der Kieferchirurg operieren. Anschließend erfolgt die „Feineinstellung“ der Verzahnung wiederum durch eine Zahnspange.

## Vorbeugung und Frühbehandlung
Ein manifester Mesialbiss kann und sollte ab dem 4. bis 5. Lebensjahr (funktions-)kieferorthopädisch behandelt werden. z. B. wird mit dem bewährten Funktionsregler 3 nach Fränkel oder mit Rückschubdoppelplatten (ab ca. 6 Jahren) das Wachstum des Oberkiefers angeregt und gleichzeitig das des Unterkiefers gehemmt. Auch mit entsprechenden Schienenaktivatoren oder Bimler-Gebissformern des C-Typs wurden Erfolge erzielt. Prognosen, ob später eine chirurgische Korrektur erforderlich sein wird, sind jedoch schwierig. Da der Mesialbiss genetisch stark determiniert ist, kann eine Familienanamnese hilfreich sein. Darüber hinaus können mit einem Fernröntgenseitenbild Wachstumstendenzen des Unterkiefers vorausgesagt werden.